# Martin Ciccioli
Martín Ciccioli (Vicente López, 16 de enero de 1972) es un periodista argentino. Se caracteriza por sus notas en las zonas más carenciadas de Buenos Aires y del conurbano bonaerense, en las cuales muestra como viven el día a día las personas que allí habitan.
Conduce ¿Quién paga la fiesta? en Rock & Pop y Lado C en TN. También forma parte de Telenoche en Canal Trece.

## Biografía

### Comienzos
Ciccioli realizó sus estudios secundarios en el colegio San Gabriel de Vicente López. Luego se graduó como Licenciado en Comunicación en la Universidad de Buenos Aires.
Comenzó a trabajar en televisión en 1997 en el programa Palo y Palo de TyC Sports y meses después en América TV donde se desempeñó como cronista hasta el año siguiente. 
A fines de 1998 condujo ¿Quién te dijo que hay una fiesta? en la radio Rock & Pop. Desde 1999 hasta 2005 trabajó en la misma radio en el programa sobre La pelota no dobla  junto a Marcelo Gantman y Diego Della Sala. En mayo de 2000 fue galardonado con el premio Martín Fierro por ser el mejor programa de interés general en FM junto a Lalo Mir por su programa radial llamado "Animal de radio" que se emitió en la Rock & Pop de lunes a viernes de 19 a 21.30.

### Década de 2000
A comienzos de 2000 debutó como panelista de "Único Medio" por América TV, programa que contaba con la conducción de Ari Paluch y Mariana Briski. Su papel era el de brindar información sobre los titulares de los diarios.
En 2002 participó en el programa Kaos en la ciudad, del que dijo que «fue la mejor experiencia televisiva que tuvo». En ese programa es recordado por increpar en un acto militar al general en retiro y exdictador de Argentina Leopoldo Fortunato Galtieri.
El 19 de marzo de 2003 y hasta 2004 estuvo en el programa "Informe central", que es emitido América TV, como coconductor junto al periodista Rolando Graña. En agosto, después de problemas cardíacos de Juan Castro fue propuesto como conductor de Kaos en la ciudad en reemplazo de Castro, pero el lugar fue finalmente ocupado por Ronnie Arias. En ese año y hasta 2004 condujo un programa radial llamado "Aire comprimido" en la Rock & Pop. Además de la participación de Cabito y Carla Ritrovato, en 2004 se suman Diego Angeli , y Gerardo Rozín, a cargo del móvil con la cobertura de la actualidad.
En 2004 condujo "Código penal" junto a Rolando Graña y Facundo Pastor por América TV, los martes a las 22 horas. Se centraba en historias, y entrevistas, de asesinos a sueldo, narcotraficantes o ladrones. El 7 de septiembre de ese año realizó una conferencia de entrada libre llamada "La nueva TV", con Daniel Tognetti y Daniel Malnatti. En 2005 continuó coconduciendo el programa en Aḿerica TV, que pasó a llamarse simplemente "Código".
En 2006 trabajó en radio en el programa "Siamo fuori" de la Rock & Pop de 19 a 21 junto a Fabian Vön Quintiero, Damián Manusovich y Fernando "Rifle" Pandolfi. En diciembre de ese año se suma a "Rock & Pop Beach" en donde se realizaban conciertos de bandas nacionales reconocidas y lo acompañaban en la conducción Favio Posca, Alejandro Nagy y Gustavo Olmedo . En ese año trabaja como cronista con temas políticos y sociales en Argentinos por su nombre junto a Andy Kusnetzoff, por Canal 13.
El 3 de enero de 2007 salió al aire el programa Fuera de foco que contaba con la conducción de Pablo Granados, Marcela Feudale y Ciccioli. El programa se emitía de 21.30 a 23. El programa se emitió los lunes y los jueves a las 22.30, y luego se incorporó Pamela David como conductora y notera. Luego tuvo su sección en donde entrevistaba a modelos en un spa. El 6 de abril conduce su primer proyecto radial llamado "Una noche no hace mal" de 23 a 1 por Rock & pop, que contaba con visitas de los DJ de la escena local, además, todos los días se realizaban entrevistas con invitados en el estudio. Se emitió hasta 2008.
El 2 de febrero de 2009 estrenó un programa radial y semanal "Siguiendo la Luna" en Del Plata AM 1030, en donde trabajaban Douglas Vinci, Carlos Sturze, Fernando Solís Lara y Jimena Vallejos ; el programa se emitió de 21 a 0. Trabaja semanalmente, desde 2009, en "Zona Liberada" (Radio Uno) de 13 a 15, junto a Mariana Briski. En televisión se incorporó al programa Animales Sueltos conducido por Alejandro Fantino, Luis Rubio y Coco Sily, junto a los panelistas Angel de Brito y Marcelo Polino. El 23 de junio de 2009 salió su primer programa de Calles Salvajes a las 22:15, en donde se desempeña como conductor y notero, realizando notas sobre la realidad del país, como la droga, la delincuencia, entre otros temas de la sociedad actual.

### Década de 2010
En agosto de 2010 Ciccioli decidió bajarse de Animales Sueltos. A fines de ese año escribió Rockeado. La historia detrás de las canciones de tu vida.
En 2011 continuó con la conducción de Calles Salvajes. Trabaja eventualmente en Desayuno Americano, que debutó el 27 de abril de 2011, para ese programa le hizo una nota a Charly García el 31 de mayo.
Hasta 2017 tuvo en Mega 98.3 FM de 6 a 9 AM un programa "No se desesperen" con Jimena Vallejos, Nicolás Distasio, Maju Lozano y personajes como el stone, e invitados especiales como Fernando Solís Lara y Pachu Peña.
En 2018 mudó su programa a Rock & Pop bajo el nombre de ¿Quién paga la fiesta?, manteniendo el horario de la primera mañana. Se mantienen Jimena Vallejos , Maju Lozano y Fernando Solís Lara. 
En televisión trabaja como presentador en el programa "Lado C" y en el noticiero Telenoche mostrando situaciones de la vida cotidiana.

## Vida personal
Está casado con Carolina, con quien habían sido compañeros de colegio. Tienen dos hijos.

## Trayectoria

### Televisión
1. 1997 - 1998 - Palo y Palo - TyC Sports - América TV - Cronista.
2. 2000 - "Único medio" - América TV - Panelista.
3. 2002 - Kaos en la ciudad - Canal 13 - Panelista.
4. 2003 - 2005 - "Informe central" - América TV - Coconductor.
5. 2004 - "Código penal" - América TV - Conductor.
6. 2005 - "Código" - América TV - Cronista.
7. 2006 - Argentinos por su nombre - Canal 13 - Cronista.
8. 2007 - 2008 - Fuera de foco - América TV - Conductor.
9. 2009 - 2010 - Animales Sueltos - América TV - Coconductor.
10. 2009 - 2011 - Calles Salvajes - América TV - Conductor.
11. 2012 - 2013 - Desayuno americano - América TV - Panelista.
12. 2013 - 2018 - El diario de Mariana - Canal 13 - Panelista.
13. 2015 - presente - Telenoche - Canal 13 - Cronista.
14. 2016 - presente - "Lado C" -Todo Noticias - Conductor.

### Radio
Rock & Pop
- Se nos viene la noche
- ¿Quién te dijo que hay una fiesta?
- Animal de Radio
- La Pelota no dobla
- Aire comprimido
- Siamo fuori
- Una noche no hace mal
- ¿Quién paga la fiesta?

Radio del Plata
- Siguiendo La Luna

Radio Uno
- Zona liberada

Mega 98.3
- No se desesperen

### Libros
1. 2010 - Rockeado. La historia detrás de las canciones de tu vida - Libro sobre la historia del rock.[25]

### Especiales
1. 2004 - Conferencia "La nueva TV" - Junto a Daniel Tognetti y Daniel Malnatti.

## Controversias
En el programa Palo y Palo de América TV a finales de 1997 se burlaron constantemente del arquero paraguayo José Luis Chilavert debido a su exceso de peso. Esta situación trajo como consecuencia en 1998 una discusión con el arquero de Vélez y Ciccioli debido a las bromas le hicieron en el programa Palo y Palo.

Chilavert: "Hasta que no se vaya este periodista mediocre, no sigo".
 A lo que Ciccioli respondió: "Los periodistas mediocres aparecen ante las respuestas mediocres como vos".

Días después, al hacerle la nota luego de los entrenamientos del club. El arquero se mostró enojado ante la presencia de Ciccioli y lo escupió.

## Premios y nominaciones
1. 2000 - Martín Fierro al mejor programa de interés general en FM - "Animal de Radio" (Rock & Pop - FM 95.9). - Lalo Mir y Martín.